# Galáxia espiral não barrada

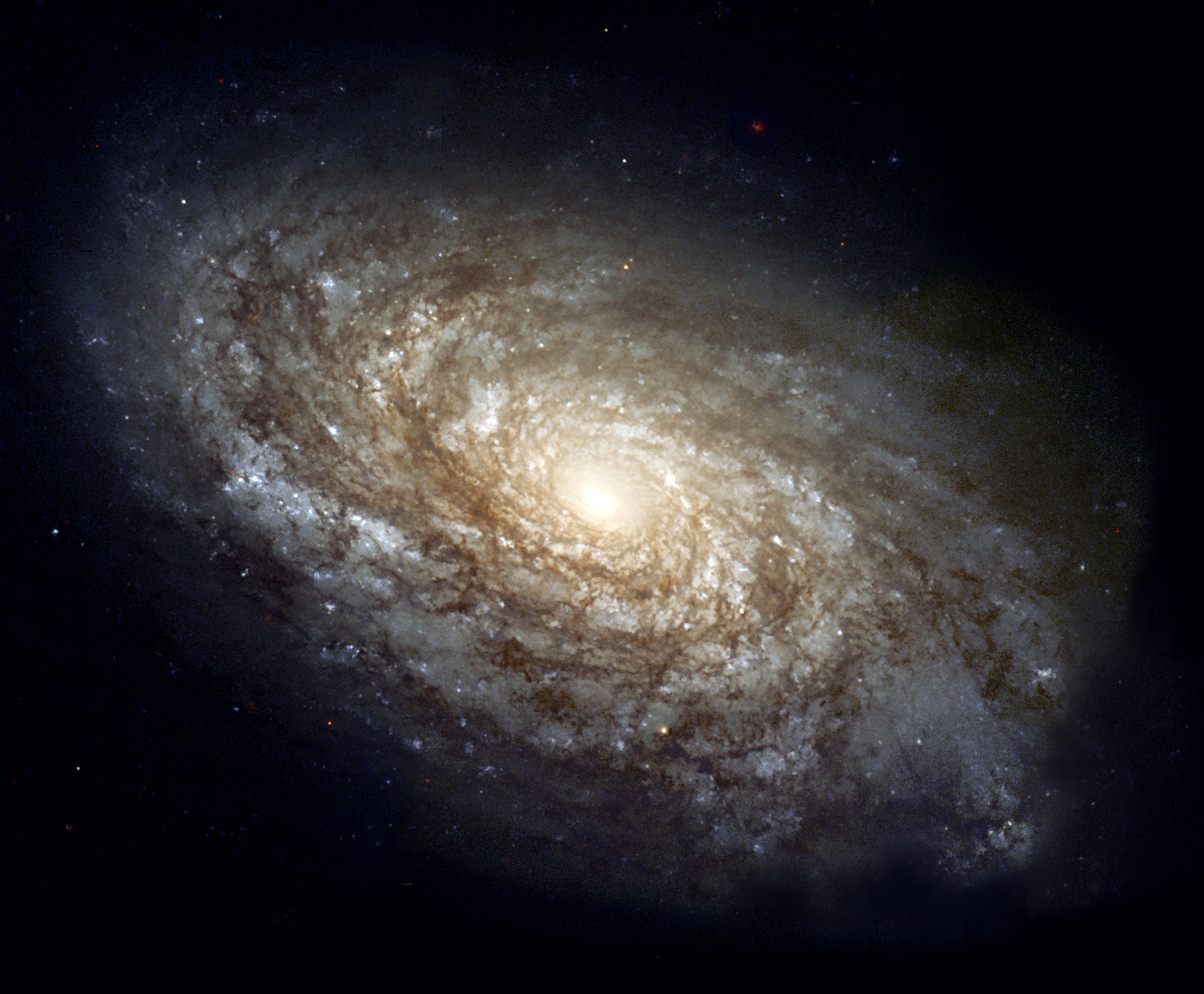
Galáxia ngc 4414

Uma galáxia espiral não-barrada é uma galáxia sem uma barra central, ou seja, não é uma galáxia espiral barrada. É representada pela sigla SA na classificação de Hubble.